# Vòng loại Giải vô địch bóng đá thế giới 2006 – Khu vực châu Á (Vòng 1)
Vòng loại Giải vô địch bóng đá thế giới 2006 khu vực châu Á (vòng 1) là vòng đầu tiên của Vòng loại giải vô địch bóng đá thế giới 2006 khu vực châu Á. Vòng này bao gồm 14 đội là thành viên của Liên đoàn bóng đá châu Á (AFC) xếp hạng thấp nhất theo Bảng xếp hạng FIFA, được bốc thăm thành 7 cặp thi đấu hai lượt trận sân nhà – sân khách để chọn ra 7 đội thắng cuộc vào vòng 2.

## Tóm tắt
| Đội 1             | TTS  | Đội 2       | Lượt đi | Lượt về |
| ----------------- | ---- | ----------- | ------- | ------- |
| Turkmenistan      | 13–0 | Afghanistan | 11–0    | 2–0     |
| Đài Bắc Trung Hoa | 6–1  | Ma Cao      | 3–0     | 3–1     |
| Bangladesh        | 0–4  | Tajikistan  | 0–2     | 0–2     |
| Lào               | 0–3  | Sri Lanka   | 0–0     | 0–3     |
| Pakistan          | 0–6  | Kyrgyzstan  | 0–2     | 0–4     |
| Mông Cổ           | 0–13 | Maldives    | 0–1     | 0–12    |

## Các trận đấu
| Turkmenistan                                                                                              | 11–0     | Afghanistan |
| --- | -------- | ----------- |
| Öwekow 6', 35' · Kulyýew 8', 22', 81' · Baýramow 27' · Berdiýew 42' · Agabaýew 49', 65', 67' · Urazow 90' | (Report) |             |

| Afghanistan | 0–2      | Turkmenistan     |
| ----------- | -------- | ---------------- |
|             | (Report) | Kulyýew 85', 91' |

Turkmenistan thắng với tổng tỉ số 13–0 và giành quyền vào vòng 2.
| Đài Bắc Trung Hoa                                         | 3–0      | Ma Cao |
| --------------------------------------------------------- | -------- | ------ |
| Chuang Yao-tsung 23' · Chen Jui-te 52' · Chang Wu-yeh 57' | (Report) |        |

| Ma Cao          | 1–3      | Đài Bắc Trung Hoa                         |
| --------------- | -------- | ----------------------------------------- |
| Fu Weng Lei 87' | (Report) | Chen Jui-te 14', 69' · Chiang Shih-lu 66' |

Đài Bắc Trung Hoa thắng với tổng tỉ số 6–1 và giành quyền vào vòng 2.
| Bangladesh | 0–2      | Tajikistan                 |
| ---------- | -------- | -------------------------- |
|            | (Report) | Hamidov 11' · Khakimov 51' |

| Tajikistan                 | 2–0      | Bangladesh |
| -------------------------- | -------- | ---------- |
| Kholmatov 15' · Rabiev 83' | (Report) |            |

Tajikistan thắng với tổng tỉ số 4–0 và giành quyền vào vòng 2.
| Lào | 0–0      | Sri Lanka |
| --- | -------- | --------- |
|     | (Report) |           |

| Sri Lanka                                 | 3–0      | Lào |
| ----------------------------------------- | -------- | --- |
| Ediri 35' · Jayasuriya 59' · Hameed 90+3' | (Report) |     |

Sri Lanka thắng với tổng tỉ số 3–0 và giành quyền vào vòng 2.
| Pakistan | 0–2      | Kyrgyzstan                   |
| -------- | -------- | ---------------------------- |
|          | (Report) | Boldygin 36' · Chikishev 59' |

| Kyrgyzstan                                                | 4–0      | Pakistan |
| --------------------------------------------------------- | -------- | -------- |
| Chikishev 18' · Chertkov 28' · Boldygin 67' · Krasnov 92' | (Report) |          |

Kyrgyzstan thắng với tổng tỉ số 6–0 và giành quyền vào vòng 2.
| Mông Cổ | 0–1      | Maldives  |
| ------- | -------- | --------- |
|         | (Report) | Nizam 24' |

| Maldives | 12–0     | Mông Cổ |
| --- | -------- | ------- |
| Ashfaq 4', 61', 63', 68' · Nizam 42' · Fazeel 45+1', 45+4' · Ghani 65' · Thoriq 74', 78' · Battulga 75' (l.n.) · Nazeeh 80' | (Report) |         |

Maldives thắng với tổng tỉ số 13–0 và giành quyền vào vòng 2.

## Bảng xếp hạng các đội thua cuộc
Cả Guam và Nepal sẽ đối đầu với nhau để chọn ra đội đi tiếp vào vòng trong. Sau khi Nepal rút trước, lẽ ra Guam sẽ vào vòng 2 nhưng sau đó Guam cũng rút lui. Vì vậy, FIFA đã quyết định bầu ra một "đội thua cuộc may mắn", để tìm ra một đội xuất sắc nhất trong số các đội thua cuộc bước tiếp vào vòng 2.
Tiêu chí xếp hạng các đội thua theo thứ tự ưu tiên như sau: 
a) điểm số 
b) hiệu số bàn thắng bại 
c) số bàn thắng ghi được 
| Đội         | ST | T | H | B | BT | BB | HS  | Điểm |
| ----------- | -- | - | - | - | -- | -- | --- | ---- |
| Lào         | 2  | 0 | 1 | 1 | 0  | 3  | −3  | 1    |
| Bangladesh  | 2  | 0 | 0 | 2 | 0  | 4  | −4  | 0    |
| Ma Cao      | 2  | 0 | 0 | 2 | 1  | 6  | −5  | 0    |
| Pakistan    | 2  | 0 | 0 | 2 | 0  | 6  | −6  | 0    |
| Afghanistan | 2  | 0 | 0 | 2 | 0  | 13 | −13 | 0    |
| Mông Cổ     | 2  | 0 | 0 | 2 | 0  | 13 | −13 | 0    |

Cuối cùng, Lào là đội bước tiếp vào vòng 2.